# Gauliga Osthannover
La Gauliga Osthannover fue la liga de fútbol más importante del este de la Provincia de Hanover de 1943 a 1945 durante el periodo de la Alemania Nazi.

## Historia
La liga fue creada en 1943 luego de que la Gauliga Südhannover-Braunschweig se dividiera luego de que ocho equipos del este de la provincia de Hanover decidieran no esta de acuerdo con la nueva distribución geopolítica de Alemania dada por los nazis.
La liga se jugó con ocho equipos en su primera temporada,los cuales se enfrentaban todos contra todos a visita recíproca, en donde el campeón clasificaba a la fase nacional de la Gauliga.
Para la temporada 1944/45 la liga se expandió a doce equipos divididos en dos grupos de seis equipos cada uno, pero ningún equipo de la temporada pudo completar tan siquiera dos partidos y la temporada fue cancelada a causa de la Segunda Guerra Mundial.
Con la caída del régimen nazi la Gauliga dejó de existir debido a la ocupación británica en el norte del país en este caso, y fue dos años después que nace la Oberliga Nord como la nueva primera división de la región.

## Lista de Campeones
| Temporada | Campeón            | Finalista     |
| --------- | ------------------ | ------------- |
| 1943-44   | Wehrmacht SV Celle | Cuxhavener SV |